# Fernando Andrés Márquez
Fernando Andrés Márquez (Santa Fe, Argentina; 10 de diciembre de 1987) es un exfutbolista argentino. Jugaba como delantero y su primer equipo fue Unión de Santa Fe. Su último club antes de retirarse fue Sportivo Belgrano.

## Trayectoria

### Unión de Santa Fe
Nacido en Santa Fe, Fernando Márquez desarrolló toda su etapa formativa en las divisiones inferiores de Unión y tuvo su debut como profesional el 31 de agosto de 2006, en la derrota 2-1 ante Olimpo de Bahía Blanca: ese día ingresó a los 26 del ST en reemplazo de Lucas Martínez. Su primer gol con la camiseta rojiblanca lo convirtió el 22 de febrero de 2008, en la victoria 3-0 sobre Defensa y Justicia.
Si bien fue considerado una de las grandes promesas de la cantera tatengue (incluso siendo goleador en las categorías juveniles), no logró rendir acorde a lo que se esperaba de él y nunca pudo consolidarse en el primer equipo.

### Crucero del Norte
A principios de 2010 fue cedido por seis meses a Crucero del Norte, que en ese entonces disputaba el Torneo Argentino A; finalizado el préstamo debía regresar a Unión pero el jugador mostró sus intenciones de quedarse y por eso el club misionero acordó con su par santafesino comprar una parte del pase. En el Colectivero fue la gran figura del equipo que en la temporada 2011/12 consiguió el ascenso a la Primera B Nacional tras superar a Brown de Puerto Madryn en la Promoción.

## Clubes
- Actualizado al final de su carrera deportiva

| Club                         | Div.                | Temporada           | Liga | Liga | Copa Nacional | Copa Nacional | Copa Internacional | Copa Internacional | Total | Total |
| Club                         | Div.                | Temporada           | PJ   | G    | PJ            | G             | PJ                 | G                  | PJ    | G     |
| ---------------------------- | ------------------- | ------------------- | ---- | ---- | ------------- | ------------- | ------------------ | ------------------ | ----- | ----- |
| Unión Argentina              | 2.ª                 | 2006/07             | 7    | 0    | -             | -             | -                  | -                  | 7     | 0     |
| Unión Argentina              | 2.ª                 | 2007/08             | 11   | 3    | -             | -             | -                  | -                  | 11    | 3     |
| Unión Argentina              | 2.ª                 | 2008/09             | 30   | 5    | -             | -             | -                  | -                  | 30    | 5     |
| Unión Argentina              | 2.ª                 | 2009/10             | 7    | 1    | -             | -             | -                  | -                  | 7     | 1     |
| Unión Argentina              | 1.ª                 | 2020                | -    | -    | 7             | 2             | 3                  | 1                  | 10    | 3     |
| Unión Argentina              | 1.ª                 | 2021                | 17   | 2    | 11            | 0             | -                  | -                  | 28    | 2     |
| Unión Argentina              | Total               | Total               | 72   | 11   | 18            | 2             | 3                  | 1                  | 93    | 14    |
| Crucero del Norte Argentina  | 3.ª                 | 2009/10             | ?    | 9    | -             | -             | -                  | -                  | ?     | 9     |
| Crucero del Norte Argentina  | 3.ª                 | 2010/11             | ?    | 12   | -             | -             | -                  | -                  | ?     | 12    |
| Crucero del Norte Argentina  | 3.ª                 | 2011/12             | ?    | 12   | -             | -             | -                  | -                  | ?     | 12    |
| Crucero del Norte Argentina  | Total               | Total               | 89   | 33   | -             | -             | -                  | -                  | 89    | 33    |
| Belgrano Argentina           | 1.ª                 | 2012/13             | 26   | 2    | -             | -             | -                  | -                  | 26    | 2     |
| Belgrano Argentina           | 1.ª                 | 2013/14             | 32   | 2    | -             | -             | 2                  | 0                  | 34    | 2     |
| Belgrano Argentina           | 1.ª                 | 2014                | 12   | 3    | 1             | 0             | -                  | -                  | 13    | 3     |
| Belgrano Argentina           | 1.ª                 | 2015                | 30   | 6    | 1             | 0             | 2                  | 1                  | 33    | 7     |
| Belgrano Argentina           | 1.ª                 | 2016                | 11   | 2    | -             | -             | -                  | -                  | 11    | 2     |
| Belgrano Argentina           | 1.ª                 | 2016/17             | 15   | 3    | 1             | 1             | 1                  | 0                  | 17    | 4     |
| Belgrano Argentina           | Total               | Total               | 126  | 18   | 3             | 1             | 5                  | 1                  | 134   | 20    |
| Defensa y Justicia Argentina | 1.ª                 | 2017/18             | 21   | 10   | 3             | 0             | 2                  | 1                  | 26    | 11    |
| Defensa y Justicia Argentina | 1.ª                 | 2018/19             | 10   | 2    | 1             | 0             | 2                  | 0                  | 13    | 2     |
| Defensa y Justicia Argentina | 1.ª                 | 2019/20             | 12   | 4    | 1             | 0             | 1                  | 0                  | 14    | 4     |
| Defensa y Justicia Argentina | Total               | Total               | 43   | 16   | 5             | 0             | 5                  | 1                  | 53    | 17    |
| Johor Malasia                | 1.ª                 | 2018                | 10   | 7    | -             | -             | -                  | -                  | 10    | 7     |
| Johor Malasia                | Total               | Total               | 10   | 7    | -             | -             | -                  | -                  | 10    | 7     |
| Ferro Argentina              | 2.ª                 | 2022                | 13   | 0    | 1             | 1             | -                  | -                  | 14    | 1     |
| Ferro Argentina              | Total               | Total               | 13   | 0    | 1             | 1             | -                  | -                  | 14    | 1     |
| Atlético Grau · Perú         | 1.ª                 | 2022                | 11   | 4    | -             | -             | -                  | -                  | 11    | 4     |
| Atlético Grau · Perú         | 1.ª                 | 2023                | 23   | 5    | -             | -             | -                  | -                  | 23    | 5     |
| Atlético Grau · Perú         | Total               | Total               | 34   | 9    | -             | -             | -                  | -                  | 34    | 9     |
| Deportivo Maipú Argentina    | 2.ª                 | 2024                | 7    | 0    | 0             | 0             | -                  | -                  | 7     | 0     |
| Deportivo Maipú Argentina    | Total               | Total               | 7    | 0    | 0             | 0             | -                  | -                  | 7     | 0     |
| Sportivo Belgrano Argentina  | 3.ª                 | 2024                | 9    | 1    | -             | -             | -                  | -                  | 9     | 1     |
| Sportivo Belgrano Argentina  | 3.ª                 | 2025                | 5    | 0    | 1             | 0             | -                  | -                  | 6     | 0     |
| Sportivo Belgrano Argentina  | Total               | Total               | 14   | 1    | 1             | 0             | -                  | -                  | 15    | 1     |
| Total en su carrera          | Total en su carrera | Total en su carrera | 408  | 94   | 28            | 4             | 13                 | 3                  | 449   | 101   |

## Palmarés
| Título                  | Club              | País      | Año  |
| ----------------------- | ----------------- | --------- | ---- |
| Ascenso a la B Nacional | Crucero del Norte | Argentina | 2012 |